# 邵建謨
邵建謨（?—?），山西長治縣人，清朝政治人物、同進士出身。
乾隆十三年（1748年）戊辰科進士，官陝西興平縣知縣，未赴任卒。